# Personaggi di Harper's Island
Questa voce contiene un elenco dei personaggi presenti nella serie televisiva Harper's Island.

## Personaggi principali

### Abby Mills
La brava ragazza (interpretata da Elaine Cassidy)

Abby Mills è la migliore amica di Henry. Ha lasciato l'isola sette anni fa quando suo padre, lo sceriffo Mills, l'ha mandata via dopo l'omicidio di sua madre per mano di John Wakefield. Sebbene all'inizio sospetti di essere la figlia di Wakefield a causa di ciò che ha trovato scritto nel suo diario di prigionia, in seguito viene rivelato che Henry è il suo fratellastro ed il figlio di Wakefield: i due stanno collaborando per commettere gli omicidi sull'isola. Dopo la fuga di Shea e Madison, Henry attacca Wakefield e rapisce Abby e Jimmy, pensando di accusare Jimmy di essere complice di Wakefield ed esaudire il suo sogno da sempre: vivere con Abby.
- Sopravvissuta: Abby e Jimmy vengono salvati dalle guardie costiere e portati sulla terraferma.
- Uccide: Henry Dunn
- Episodi: 1-13

### Henry Dunn
Lo sposo (29ª vittima) (interpretato da Christopher Gorham)

Henry Dunn è il classico povero che sposa una principessa. Da ragazzo lavorava ad Harper's Island, prendendosi cura della barca del signor Wellington. Ora torna sull'isola per sposarne la figlia, Trish Wellington. Il padre disapprova il matrimonio. È il miglior amico di Abby. La morte dei suoi genitori diversi anni prima rende lo zio Marty e J.D. i suoi soli parenti. Nel penultimo episodio si rivela essere il figlio e complice di John Wakefield e il fratellastro di Abby. Il motivo per il quale decide di uccidere tutti quelli che fanno parte della sua vita e di quella di Abby è la sua ossessione per la ragazza: sin da bambino, infatti, sognava una vita solo con lei. 
Per quasi tutta la storia, Henry agisce come se fosse il leader dei sopravvissuti: in realtà egli stesso ha orchestrato l'intera situazione e commesso la maggior parte degli omicidi. Henry attacca suo padre per proteggere Abby: rapisce la ragazza e Jimmy e inscena la morte di tutti e tre; costringe Jimmy a firmare una confessione in cui rivela di essere lui l'assassino in modo da poter permettere a Henry e Abby di vivere insieme sull'isola. Nonostante la reazione della ragazza alla sua confessione e la precedente fuga, Henry crede che anche Abby condivida il suo stesso desiderio di vivere insieme. 
- Morte: episodio 13. Morte per trauma da corpo perforante, dissanguamento. Mentre Henry sta inseguendo Abby, viene fermato da Jimmy. Durante la colluttazione, i due cadono sulla costa da un rialzo e Jimmy perde i sensi. Abby riesce a sottrarre l'arma a Henry e lo trafigge, appena prima di morire dice ad Abby di amarla.
- Vittime:  Ben Wellington, Reverendo Fain, Hunter Jennings, Thomas Wellington, Richard Allen, Malcolm Ross, J.D. Dunn, Katherine Wellington, Trish Wellington, Christopher "Sully" Sullivan, John Wakefield.
- Episodi: episodi 1-13

### Patricia "Trish" Wellington
La sposa (26ª vittima) (interpretata da Katie Cassidy)

Trish Wellington è la promessa sposa di Henry. La famiglia Wellington, sebbene disapprovi il matrimonio, ha organizzato un'intera settimana di attività, feste, cibo e divertimento da passare ad Harper's Island per l'evento. Trish ha un rapporto conflittuale con Katherine, che si accentua ulteriormente dopo che Trish scopre che la matrigna tradisce il signor Wellington con Richard, il marito di Shea.
- Morte: episodio 12. Morte per trauma da corpo perforante, dissanguamento. Henry raggiunge Trish dopo che questa è riuscita a sfuggire a Wakefield. Convinta che Jimmy sia un complice del serial killer, Trish non riesce a credere al suo fidanzato quando questi le confessa la verità. Ma, quando se ne rende conto, è troppo tardi: Henry la pugnala al fianco prima che lei possa scappare.
- Episodi: 1-12 (breve apparizione alla fine dell'episodio 13)

### Chloe Carter
La civetta (24ª vittima) (interpretata da Cameron Richardson)

Chloe Carter è una delle damigelle di Trish e la fidanzata di Cal. È una ragazza bella ed intelligente, e solo apparentemente frivola. In realtà è sinceramente innamorata di Cal, un tranquillo medico inglese. Ha una strana fissazione per i serial killer e conosce in dettaglio la storia di John Wakefield.
- Morte: episodio 11. Morte per annegamento. Dopo aver assistito impotente alla morte di Cal, Chloe si ritrova faccia a faccia con Wakefield mentre è in bilico su un ponte sospeso sopra un corso d'acqua. Sapendo di non avere via di fuga e conscia della ferocia del killer, preferisce togliersi la vita. Rivolgendosi a Wakefield, lo deride dicendogli "Non mi avrai mai". Dopodiché, si lascia cadere nell'acqua sottostante, dov'era stato gettato Cal.
- Episodi: 1-4, 6-11 (breve apparizione alla fine dell'episodio 13)

### Cal Vandeusen
L'outsider (23ª vittima) (interpretato da Adam Campbell)

Cal Vandeusen è un medico e il fidanzato di Chloe. È un inglese che non conosce nessuno tra gli invitati tranne la stessa Chloe e cerca dunque di inserirsi nel gruppo. Tratta la sua ragazza come fosse oro e le compra un anello di fidanzamento prima di arrivare ad Harper's Island. Nel decimo episodio lui le affida l'anello prima di andare a cercare una barca. Viene ferito gravemente al petto da un proiettile. Miracolosamente, Sully riesce a curargli la ferita.
- Morte: episodio 11. Morte per dissanguamento, annegamento. Cal e Chloe si ritrovano bloccati su un ponte sospeso nel tentativo di fuggire. Cal affronta Wakefield per permettere a Chloe di scappare e viene ucciso dal serial killer, che lo colpisce alla gola con un'arma da taglio e lo scaraventa nell'acqua sottostante.
- Episodi: 1-4, 6-11 (breve apparizione alla fine dell'episodio 13)

### Sceriffo Charlie Mills
Lo sceriffo (19ª vittima) (interpretato da Jim Beaver)

Charlie Mills è lo sceriffo di Harper's Island e il padre di Abby. John Wakefield uccise sua moglie sette anni fa e in seguito a questo fatto lui mandò via Abby dall'isola. Al suo ritorno, spera di riconciliarsi con sua figlia, ma i tempi sono cambiati. Lo Sceriffo ha degli oscuri segreti, che non ha intenzione di condividere con sua figlia. Dirige le indagini sulla morte di Kelly e del signor Wellington, cercando di occultare qualsiasi riferimento a Wakefield, al punto di arrestare J.D.
- Morte: episodio 10. Morte per soffocamento. Nel decimo episodio, dopo aver parlato per l'ultima volta con sua figlia, lo sceriffo viene tirato con una corda attraverso una finestra e appesa per il collo. Lo sceriffo aveva sacrificato la sua vita per quella di Jimmy facendo un accordo con Wakefield.
- Episodi: 1-3, 5-11 (apparizione all'inizio dell'episodio 13)

### Jimmy Mance
La vecchia fiamma (interpretato da Christopher John Thomason)

Jimmy è un pescatore del posto e il fidanzato di Abby al liceo. È contento del matrimonio tra Henry e Trish, che ha riportato Abby ad Harper's Island dopo molti anni. Rischi più volte di morire, ma fortunatamente riesce sempre a salvarsi, e questo fa pensare ai suoi compagni di sventura che lui sia il complice di Wakefield, l'unica che non dubita di lui è Abby. 
- Sopravvissuto: Jimmy viene tratto in salvo dalla guardia costiera assieme ad Abby.
- Episodi: 1-2, 4-5, 7-13

### J.D. Dunn
La pecora nera (13ª vittima) (interpretato da Dean Chekvala)

J.D. è il fratello di Henry, ma non è affatto entusiasta del matrimonio del fratello. Il suo rapporto tormentato con Henry risale all'epoca della morte dei loro genitori, e da quel momento J.D. tenta di intralciare la vita del fratello in vari modi. Il suo carattere scontroso e la sua apparenza inquietante lo isolano dal gruppo degli invitati. Dopo la morte di Thomas Wellington, viene arrestato dallo sceriffo Mills, ma riesce ad evandere quando Wakefield entra nella centrale e spara alla guardia che custodisce le chiavi della sua cella.
- Morte: episodio 8. Morte per dissanguamento, sventramento. Mentre alcuni ospiti stanno cercando una via di fuga dall'isola, Abby trova J.D. nascosto dietro ad alcune casse al porto, gravemente ferito all'addome. Prima di morire, J.D. le dice che è solo per colpa della ragazza se qualcuno ha iniziato ad uccidere.
- Episodi: 1-9 (breve apparizione da bambino all'inizio dell'episodio 13)

## La famiglia Wellington

### Shea Wellington Allen
La damigella d'onore (interpretata da Gina Holden)

Shea è la sorella maggiore di Trish, e la sua vita sembra perfetta: è ricca, felicemente sposata e ha una figlia, Madison. Ma, in realtà, il suo matrimonio è pieno di problemi nascosti. Suo marito Richard la tradisce con Katherine, la seconda moglie di Mr. Wellington, e Madison si comporta in modo strano da quando sono arrivati sull'isola. Dopo la scomparsa di Richard, Shea si mostra incredibilmente protettiva nei confronti di Madison, arrivando anche a cercarla da sola per l'isola dopo che Wakefield l'ha rapita.
- Sopravvissuta: Shea e Madison riescono a lasciare l'isola su una piccola imbarcazione recuperata da Sully e vengono tratte in salvo dalla polizia.
- Episodi: 1-13

### Richard Allen
Il cognato (9ª vittima) (interpretato da David Lewis)

Richard è il marito di Shea e un autentico tirapiedi di Thomas Wellington. Tuttavia, nonostante il suo comportamento servile, Richard si vendica del suocero instaurando una relazione clandestina con la sua seconda moglie Katherine. Trish li scopre e, dopo la morte di Mr. Wellington, ne mette Shea al corrente.
- Morte: episodio 6. Morte per impalamento. Richard sta passeggiando nel giardino dell'hotel e parlando al cellulare con il suo avvocato, quando improvvisamente una persona alle sue spalle gli spara un arpione che gli perfora lo sterno. Nell'ottavo episodio Henry, Abby e Katherine ne ritrovano il corpo legato ad un albero mentre sono in cerca di Madison.
- Episodi: 1-6, 8

### Madison Allen
La fiorista (interpretata da Cassandra Sawtell)

Madison ha 9 anni ed è l'unica bambina presente al matrimonio. Sentendosi trascurata dalla sua famiglia, inizia a comportarsi in modo inquietante, facendo degli scherzi macabri agli altri invitati. Quando J.D. viene rinchiuso dallo sceriffo per la prima volta nella cucina dell'hotel, Madison lo libera dopo aver sottratto le chiavi a Maggie. Dopo la morte di Malcolm, la bambina viene rapita da Wakefield e in seguito ritrovata da Abby, alla quale dice di essere stata rapita dallo sceriffo. In seguito confesserà a Trish di aver mentito, per timore che il killer potesse far del male anche a sua madre.
- Sopravvissuta: Madison riesce a lasciare l'isola assieme a Shea.
- Episodi: 1-7, 9-13

### Thomas Wellington
Il padre della sposa (8ª vittima) (interpretato da Richard Burgi)

Thomas Wellington è uno dei più importanti imprenditori immobiliari della costa occidentale degli Stati Uniti. Pur non fidandosi di Henry, ha organizzato un matrimonio incredibilmente fastoso per fare felice sua figlia Trish. Ignaro della relazione clandestina della sua seconda moglie, ne viene messo al corrente da Trish poco prima della sua morte.
- Morte: episodio 5. Morte per trauma cranico. Durante le prove del matrimonio, Mr. Wellington viene chiamato da Maggie per accendere la Candela dell'Unione. Nel far ciò, si posiziona esattamente sotto il lampadario. Quando Abby spegne la luce, una vanga da balena incastrata al centro del lampadario piomba di taglio su Mr. Wellington, uccidendolo.
- Episodi: 1-5

### Katherine Wellington
La matrigna (15ª vittima) (interpretata da Claudette Mink)

Katherine è la seconda moglie di Mr. Wellington, ed è più giovane di circa vent'anni rispetto al marito. Come lei stessa ammette mentre sta parlando con Shane, Katherine è una vera e propria moglie trofeo. Trish non è in buoni rapporti con lei, mentre Shea si mostra più tollerante. Le sue opinioni cambiano quando scopre che ha una relazione con Richard.
- Morte: episodio 9. Morte per impalamento, dissanguamento. Dopo il ritrovamento di Madison, Shane raggiunge la stanza di Katherine per darle la buona notizia. Visto che lei non gli risponde, il ragazzo le si avvicina, solo per scoprire che il divano su cui è seduta è macchiato di sangue. Qualcuno ha conficcato le lame di un grosso paio di cesoie nella schiena di Katherine, uccidendola.
- Episodi: 1-10

### Ben Wellington
Il cugino (1ª vittima) (interpretato da Clint Carleton)
- Morte: episodio 1. Morte per smembramento. Poco prima della partenza del battello, si scopre che Ben è legato sul fondo, in prossimità dell'elica. Quando il motore viene azionato, Ben viene spedito contro l'elica, che lo fa a pezzi.
- Episodi: 1

## I testimoni e le damigelle

### Christopher "Sully" Sullivan
Il testimone (27ª vittima) (interpretato da Matt Barr)

Sully è il testimone e il migliore amico di Henry. Nei primi episodi dirige le sue attenzioni su Chloe, ma il suo flirt termina dopo lo scherzo architettato ai suoi danni da Cal. Dopo la scomparsa di Madison, decide di lasciare l'isola comunque, ma viene fermato all'ultimo momento. Nel decimo episodio, lui e Cal tentano di recuperare una barca per lasciare l'isola, ma il loro tentativo fallisce. Nell'ultimo episodio, Sully aiuta Shea e Madison a lasciare l'isola e avvisa la guardia costiera.
- Morte: episodio 13. Morte per accoltellamento. Dopo aver avvisato la guardia costiera della fuga di Shea e Madison, Sully si unisce a Henry nella ricerca di Trish, solo per sentirsi confessare dall'amico di essere il complice di Wakefield. Messo alle strette, Sully decide di sparare a Henry, ma il ragazzo gli ha sottratto le munizioni. Mentre Wakefield li raggiunge, Henry pugnala Sully alla schiena, uccidendolo.
- Episodi: 1-13

### Danny Brooks
L'amico del college (25ª vittima) (interpretato da Brandon Jay McLaren)

Danny è un amico di Henry dai tempi del college, ed è probabilmente il ragazzo più serio del gruppo. Dopo aver scoperto che Malcolm ha tenuto i soldi dopo la morte di Booth, Danny lo obbliga a rivelare allo sceriffo dove ha sepolto il cadavere del loro amico. Nel dodicesimo episodio, si offre come esca per catturare Wakefield, e rimane a sorvegliarlo nella stazione di polizia assieme a Shea e a Madison.
- Morte: episodio 12. Morte per impalamento. Mentre è in cella, Wakefield riesce a liberarsi e ad uscire grazie alle chiavi che gli ha passato il suo complice. Danny lo affronta per permettere a Shea e a Madison di scappare, e viene ucciso quando Wakefield gli trafigge un occhio con la punta di un portadocumenti.
- Episodi: 1-12 (breve apparizione alla fine dell'episodio 13)

### Malcolm Ross
Il finto stupido (10ª vittima) (interpretato da Chris Gauthier)

Malcolm è in cerca di soldi per lanciare sul mercato la birra Sacred Turtle, di sua invenzione. Perciò, cerca di ottenere un finanziamento da Thomas Wellington, ma i suoi piani falliscono per colpa di Richard. Dopo la scoperta dei soldi sulla barca di Hunter Jennings, Malcolm si oppone alla decisione del gruppo di nascondere il denaro, e insegue Booth per scoprire dove ha intenzione di nasconderlo. Dopo la morte accidentale dell'amico, ne seppellisce il cadavere e nasconde il denaro, fino a quando Sully e Danny non lo scoprono.
- Morte: episodio 7. Morte per smembramento. Mentre Malcolm sta bruciando i soldi nella fornace dell'hotel, l'assassino lo aggredisce e lo fa a pezzi, per poi gettarne i resti nella fornace. Cal ritrova il teschio bruciacchiato del ragazzo nell'episodio successivo.
- Episodi: 1-7 (breve apparizione alla fine dell'episodio 13)

### Joel Booth
Il nerd (7ª vittima) (interpretato da Sean Rogerson)

Chiamato per cognome dai suoi amici, Booth è il più ansioso del gruppo. Quando i ragazzi decidono di nascondere i soldi di Jennings per paura che possano appartenere a dei narcotrafficanti, Booth viene estratto a sorte per nasconderli.
- Morte: episodio 4. Morte per dissanguamento. Malcolm raggiunge Booth poco prima che seppellisca i soldi. Il ragazzo, spaventato, lascia partire un colpo di pistola che lo colpisce alla gamba destra. Senza accorgersene, ha colpito l'arteria femorale, causando una grave emorragia che lo porta rapidamente alla morte. Malcolm ne seppellisce il corpo per impossessarsi dei soldi, e dice agli altri invitati che Booth ha dovuto lasciare l'isola per assistere la madre. Essendo Malcolm l'unica persona sull'isola a sapere la posizione del cadavere di Booth, non si sa se il corpo sia stato ritrovato.
- Episodi: 1-4 (breve apparizione alla fine dell'episodio 13)

### Beth Barrington
La ragazza single (14ª vittima) (interpretata da Amber Borycki)

Beth è una ragazza piuttosto timida e chiusa, che tende a rimanere isolata rispetto al resto del gruppo, anche quando la situazione si fa drammatica. È la prima a preoccuparsi per la scomparsa di Lucy.
- Morte: episodio 9. Morte per smembramento. Durante la rissa fra Henry e Shane, Beth scompare. Più tardi, Danny ritrova il suo corpo fatto a pezzi in un cunicolo sotterraneo dell'hotel.
- Episodi: 1-9

### Lucy Daramour
La donna di mondo (5ª vittima) (interpretata da Sarah Smith)

A differenza di Beth, Lucy è la più sbarazzina del gruppo. Non si separa mai dal suo cagnolino, di nome Ji-ji.
- Morte: episodio 2. Morte per incenerimento. Mentre gli ospiti stanno cercando Cal nel bosco, Lucy cade in una trappola. Qualcuno le versa della benzina addosso e le dà fuoco con un fiammifero.
- Episodi: 1-2

## Altri personaggi

### Marty Dunn
Lo zio (2ª vittima) (interpretato da Harry Hamlin)

Marty si è preso cura di Henry e J.D. dopo la morte dei loro genitori. Quando viene a conoscenza del piano ordito da Thomas Wellington e Hunter Jennings per rovinare il matrimonio, si dice pronto ad ostacolarli in qualsiasi modo.
- Morte: episodio 1. Morte per squartamento. Mentre Marty sta camminando su un ponte, una delle asce in legno si sfonda, facendolo cadere e incastrare a metà. Da sotto, qualcuno gli si avvicina e lo taglia in due all'altezza del ventre. Il cadavere mutilato verrà poi ritrovato da J.D. e Abby dopo la morte di Wellington.
- Episodi: 1, 6

### Shane Pierce
Il pescatore (21ª vittima) (interpretato da Ben Cotton)

Shane è un amico di Jimmy, particolarmente burbero e impulsivo. Ha un pessimo rapporto con J.D. e sopporta a fatica la famiglia Wellington. Shane non riesce a lasciare l'isola perché viene messo in prigione dallo sceriffo, ma viene liberato da Abby dopo la fuga di J.D.
- Morte: episodio 11. Morte per accoltellamento. Dopo che Wakefield ha ucciso Nikki, Shane lo affronta per permettere a Chloe, Trish e Shea di fuggire dal Cannery. Più tardi, il suo cadavere viene trovato appeso al soffitto del locale.

### Nikki Bolton
La barista (20ª vittima) (interpretata da Ali Liebert)

Nikki è un'amica di vecchia data di Abby ed è proprietaria del Cannery. I testimoni di Henry decidono di organizzare l'addio al celibato nel suo locale. Dopo il ritrovamento di Madison e l'esplosione del molo, gli ospiti si rifugiano nel Cannery.
- Morte: episodio 11. Morte per impalamento. Quando Wakefield irrompe nel locale, Nikki prende un fucile dal balcone per sparargli, ma fallisce e Wakefield la accoltella.

### Maggie Krell
L'organizzatrice del matrimonio (18ª vittima) (interpretata da Beverly Elliott)

Maggie è proprietaria del Candlewick Inn e ha pianificato accuratamente la settimana del matrimonio. Nell'episodio 8 fornisce agli ospiti dei fucili tenuti nell'hotel e nell'episodio 9 scopre i passaggi sotterranei di cui nemmeno lei era a conoscenza.
- Morte: episodio 10. Morte per soffocamento. Mentre gli ospiti sono al Cannery, Maggie decide di lasciare il gruppo, credendosi al sicuro in quanto abitante dell'isola. La decisione si rivela un errore: più tardi, il suo corpo viene ritrovato impiccato fuori dal locale.

## Ordine di morte dei personaggi
| Abby                 |   |   |   |   |   |   |   |   |   |   |   |   |   |  |  |  |  |  |  |  |  |  |  |  |  |
| Jimmy                |   |   |   |   |   |   |   |   |   |   |   |   |   |  |  |  |  |  |  |  |  |  |  |  |  |
| Madison              |   |   |   |   |   |   |   |   |   |   |   |   |   |  |  |  |  |  |  |  |  |  |  |  |  |
| Shea                 |   |   |   |   |   |   |   |   |   |   |   |   |   |  |  |  |  |  |  |  |  |  |  |  |  |
| Henry                |   |   |   |   |   |   |   |   |   |   |   | X | † |  |  |  |  |  |  |  |  |  |  |  |  |
| Wakefield            |   |   |   |   |   |   |   |   |   | X |   |   | † |  |  |  |  |  |  |  |  |  |  |  |  |
| Sully                |   |   |   |   |   |   |   |   |   |   |   |   | † |  |  |  |  |  |  |  |  |  |  |  |  |
| Trish                |   |   |   |   |   |   |   |   |   |   |   | † |   |  |  |  |  |  |  |  |  |  |  |  |  |
| Danny                |   |   |   |   |   |   |   |   |   |   |   | † |   |  |  |  |  |  |  |  |  |  |  |  |  |
| Chloe                |   |   |   |   |   |   |   |   |   |   | † |   |   |  |  |  |  |  |  |  |  |  |  |  |  |
| Cal                  |   |   |   |   |   |   |   |   |   |   | † |   |   |  |  |  |  |  |  |  |  |  |  |  |  |
| Vicesceriffo Lillis  |   |   |   |   |   |   |   |   |   |   | † |   |   |  |  |  |  |  |  |  |  |  |  |  |  |
| Shane                |   |   |   |   |   |   |   |   |   |   | † |   |   |  |  |  |  |  |  |  |  |  |  |  |  |
| Nikki                |   |   |   |   |   |   |   |   |   |   | † |   |   |  |  |  |  |  |  |  |  |  |  |  |  |
| Sceriffo Mills       |   |   |   |   |   |   |   |   |   | † |   |   |   |  |  |  |  |  |  |  |  |  |  |  |  |
| Maggie               |   |   |   |   |   |   |   |   |   | † |   |   |   |  |  |  |  |  |  |  |  |  |  |  |  |
| Agente Coulter       |   |   |   |   |   |   |   |   |   | † |   |   |   |  |  |  |  |  |  |  |  |  |  |  |  |
| Agente Riggens       |   |   |   |   |   |   |   |   |   | † |   |   |   |  |  |  |  |  |  |  |  |  |  |  |  |
| Katherine            |   |   |   |   |   |   |   |   | † |   |   |   |   |  |  |  |  |  |  |  |  |  |  |  |  |
| Beth                 |   |   |   |   |   |   |   |   | † |   |   |   |   |  |  |  |  |  |  |  |  |  |  |  |  |
| J.D.                 |   |   |   |   |   |   |   | † |   |   |   |   |   |  |  |  |  |  |  |  |  |  |  |  |  |
| Cole Harkin          |   |   |   |   |   |   |   | † |   |   |   |   |   |  |  |  |  |  |  |  |  |  |  |  |  |
| Vicesceriffo Garrett |   |   |   |   |   |   |   | † |   |   |   |   |   |  |  |  |  |  |  |  |  |  |  |  |  |
| Malcolm              |   |   |   |   |   |   | † |   |   |   |   |   |   |  |  |  |  |  |  |  |  |  |  |  |  |
| Richard              |   |   |   |   |   | † |   |   |   |   |   |   |   |  |  |  |  |  |  |  |  |  |  |  |  |
| Thomas               |   |   |   |   | † |   |   |   |   |   |   |   |   |  |  |  |  |  |  |  |  |  |  |  |  |
| Booth                |   |   |   | † |   |   |   |   |   |   |   |   |   |  |  |  |  |  |  |  |  |  |  |  |  |
| Hunter Jennings      |   |   | † |   |   |   |   |   |   |   |   |   |   |  |  |  |  |  |  |  |  |  |  |  |  |
| Lucy                 |   | † |   |   |   |   |   |   |   |   |   |   |   |  |  |  |  |  |  |  |  |  |  |  |  |
| Kelly Seaver         |   | † |   |   |   |   |   |   |   |   |   |   |   |  |  |  |  |  |  |  |  |  |  |  |  |
| Reverendo Fain       |   | † |   |   |   |   |   |   |   |   |   |   |   |  |  |  |  |  |  |  |  |  |  |  |  |
| Zio Marty            | † |   |   |   |   |   |   |   |   |   |   |   |   |  |  |  |  |  |  |  |  |  |  |  |  |
| Cugino Ben           | † |   |   |   |   |   |   |   |   |   |   |   |   |  |  |  |  |  |  |  |  |  |  |  |  |

     Questo personaggio è vivo al termine dell'episodio.
 †  Questo personaggio muore nell'episodio.
 X  Questo personaggio si rivela come assassino in questo episodio.